# Неоваскуляризация
Неоваскуляризация — патологическое разрастание сосудов там, где в норме их быть не должно.
В офтальмологии выделяют неоваскуляризацию роговицы и хориоидальную неоваскуляризацию.
Также неоваскуляризация может развиваться и в других органах и тканях, например, при злокачественных новообразованиях наблюдается разрастание сосудов в теле опухоли.